# Домерг, Жан-Франсуа
Жан-Франсуа́ Доме́рг (фр. Jean-François Domergue; 23 июня 1957, Бордо) — французский футболист, выступавший за сборную Франции на позиции защитника. После завершения игровой карьеры работал тренером. Чемпион Европы 1984 года.

## Карьера

### Клубная
Игровую карьеру начал в «Бордо», где играл на позиции левого защитника. Дебютировал в первой команде в 1975 году, к сезону 1977/78 уже был одним из основных футболистов «Бордо». После того, как игроками Бордо стали опытные защитники Мариус Трезор и Гернот Рор, Домерг стал реже попадать в состав, и в 1980 году перешёл в клуб «Лилль».
В составе «Лилля» Домерг стал заметным игроком французского чемпионата. Следующей командой в его карьере стал лионский «Олимпик», с которым, однако Домерг занял лишь предпоследнее, 19-е место в чемпионате 1982/83 и вылетел в Дивизион 2. Позже выступал за «Тулузу». С апреля 1981 года по февраль 1986 года отыграл 188 матчей в чемпионате подряд без замен.
В 1986 году стал игроком в «Олимпика» из Марселя, в котором играл в центре защиты. С марсельским клубом дошёл до полуфинала КОК 1987/88, в розыгрыше принял участие в 7 матчах. Последним клубом Домерга стал «Кан», который он покинул в самом начале сезона 1989/90 из-за разногласий с главным тренером Робером Нузаре.
Всего в Дивизионе 1 провёл 445 матчей, забил 56 мячей.

### В сборной
В сборной Франции дебютировал 18 апреля 1984 года в товарищеском матче против сборной ФРГ. Домерг попал в заявку на чемпионат Европы-1984, но перед началом турнира рассматривался как запасной. Но после того, как в первом матче с Данией серьёзную травму получил игрок основного состава Ивон Ле Ру, Домерг на 60-й минуте его заменил и уже не покидал основу французской команды.
Домерг стал настоящим героем полуфинальной игры со сборной Португалии. В первом тайме он открыл счёт прямым ударом со штрафного, а в дополнительное время, на 114-й минуте после комбинации с участием Алена Жирресса, Луиса Фернандеса, Жана-Марка Феррери и Мишеля Платини сравнял счёт. Французы в итоге выиграли 3:2 благодаря голу Платини и вышли в финал, где победили сборную Испании.
После триумфального ЧЕ-1984 Домерг редко играл за сборную: принял участие лишь в трёх играх, последняя из которых состоялась 16 июня 1987 года. Всего в составе национальной команды провёл 9 матчей, забил 2 гола.

### Тренерская
После окончания игровой карьеры работал на различных должностях в «Кане» и «Пари Сен-Жермен». Первым самостоятельным местом работы стал «Гавр», который он вывел в Лигу 1, но не сумел там удержать, заняв 18-е место в сезоне 2002/03. Позже работал с «Монпелье».